# Feralgo
Fernando Alférez González, que usaba el seudónimo de Feralgo, fue un guionista de cómic español.

## Biografía
Fernando Alférez inició su carrera profesional durante los años cuarenta, trabajando en cuadernos de editoriales como Ameller, siempre junto a su hermano Pedro.
En 1948 ambos fundaron el sello "Éxito", que paradójicamente fue un fracaso.

## Obra
| Años | Título                                                     | Guionista                | Tipo   | Publicación       |
| ---- | ---------------------------------------------------------- | ------------------------ | ------ | ----------------- |
| 1943 | El Capitán Zambomba                                        | Pedro Alférez            | Serial | Seila             |
| 1944 | Aventuras de Conejín                                       | Pedro Alférez            | Serial | Hispano Americana |
| 1944 | El Halcón de Acero                                         | Pedro Alférez            | Serial | Ameller           |
| 1945 | Aventuras de León, Dan y Alicia                            | Pedro Alférez            | Serial | Ameller           |
| 1945 | Avalancha Kid                                              | Pedro Alférez            | Serial | Ameller           |
| 1945 | Satán                                                      | Julio Ribera             | Serial | Éxito             |
| 1946 | Pinky, Poly y Virginia                                     | Pedro Alférez            | Serial | Éxito             |
| 1946 | El Pirata Moderno                                          | Pedro Alférez            | Serial | Toray             |
| 1948 | Fred Ryder                                                 | Pedro Alférez            | Serie  | El Campeón        |
| 1948 | Hazañas Bélicas núm. 26                                    | Josep Maria Sánchez Boix | Serial | Toray             |
| 1949 | El Sargento Ryan, de la Real Policía Montada del Canadá    | Pedro Alférez            | Serie  | El Coyote         |
| 1949 | Destry Ryder                                               | Pedro Alférez            | Serial | Iberoamericanas   |
| 1950 | El Silencioso                                              | Martínez Osete           | Serial | Toray             |
| 1950 | El Vaquero Moderno                                         | Pedro Alférez            | Serial | Favencia          |
| 1950 | El Capitán Sullivan, de la Real Policía Montada del Canadá | Pedro Alférez            | Serial | Marco             |
| 1950 | Los Tres Diablillos en Un día de limpieza                  | Pedro Alférez            | Álbum  | Hispano Americana |
| 1952 | El Capitán Johnson                                         | Pedro Alférez            | Serial | Ameller           |